# ميتش كريك
ميتش كريك (بالإنجليزية: Mitch Creek)‏ مواليد 27 أبريل 1992، هو لاعب كرة سلة أسترالي بدأ مسيرته الاحترافية في سنة 2010 يلعب في الدوري الأسترالي لكرة السلة ويحمل الرقم 55.

## روابط خارجية
- ميتش كريك على موقع الاتحاد الدولي لكرة السلة (الإنجليزية)
- ميتش كريك على موقع إن بي أي (الإنجليزية)
- ميتش كريك على موقع سبورتس رفرنس (الإنجليزية)
- ميتش كريك على موقع كرة السلة الأوروبية.كوم (الإنجليزية)
- ميتش كريك على موقع ريلجم (الإنجليزية)
- ميتش كريك على موقع بروبوليرز (الإنجليزية)
- ميتش كريك على موقع سبورتس رفرنس (الإنجليزية)
- ميتش كريك على موقع سبورتس رفرنس (الإنجليزية)